# Ефрем (митрополит Киевский)
Митрополит Ефрем (XI век) — митрополит Киевский (1054/1055 — 1065).
О митрополите Ефреме сведений сохранилось немного. Известно, что по происхождению он грек.
Был митрополитом Киевским с 1054/1055 года по приблизительно 1065 год, являясь в то же время членом императорского сената с высоким придворным рангом πρωτοπροεδρος (возможно, даже protoproedros ton protosynkellon), как видно из надписи на принадлежавшей ему свинцовой печати.
В 1055 году епископ Новгородский Лука Жидята был оклеветан перед митрополитом Ефремом своим холопом. Митрополит вызвал Луку в Киев и осудил его. Через три года выяснилось, что епископа оклеветали, и митрополит Ефрем отпустил преосвященного Луку из заключения, а его клеветников строго наказал (так, холопу Дудике были отрезаны нос и руки, после чего он бежал «в немцы»).
4 ноября неизвестного года Ефремом был заново освящён Софийский собор в Киеве.